# 溫德姆縣 (佛蒙特州)
溫德姆縣（英語：Windham County）是美国佛蒙特州東南部的一個郡，面積2,067平方公里。根據2020年美國人口普查，共有人口45,905人。縣治努凡。該縣成立於1781年，縣名來自康乃狄克州的同名鎮。